# Anthicus praeceps
Anthicus praeceps är en skalbaggsart som beskrevs av Thomas Casey 1895. Anthicus praeceps ingår i släktet Anthicus och familjen kvickbaggar. Inga underarter finns listade i Catalogue of Life.